# Gaspar Sentiñón
Gaspar Sentiñón Cerdaña (Barcelona, 1835-1902) fue un médico español, destacado militante de la Federación Regional Española de la Asociación Internacional de Trabajadores. 

## Biografía
Desde la edad de seis años residió en Alemania. Estudió medicina. Fue un pensador de vasta cultura, que dominaba 29 idiomas (entre ellos el ruso y el sánscrito). En 1869 participó en Barcelona en las reuniones, con Giuseppe Fanelli, que promovieron la creación de la FRE de la AIT. Se adhirió a la Alianza Internacional de la Democracia Socialista liderada por Mijaíl Bakunin, con el que mantuvo una firme amistad. En septiembre del mismo año asistió en Basilea (Suiza) al 4º congreso de la AIT, representando al Centro Federal de Sociedades Obreras de Barcelona y a la sección local de Ginebra de la AIT. Impulsó la Associació Lliure-Pensadora de Barcelona y su órgano de prensa, el semanario La Humanidad (1870).
Participó en el primer Congreso obrero español celebrado en Barcelona del 19 al 26 de junio de 1870, en el que se constituyó la FRE de la AIT. Como elemento destacado entre los internacionalistas fue encarcelado en junio de 1871 y liberado en septiembre del mismo año. Se le atribuía haber firmado el Manifiesto de algunos partidarios de la Commune a los poderosos de la tierra, documento que había sido firmado por los internacionalistas Anselmo Lorenzo, Francisco Mora y Tomás González. El desenlace de la Comuna de París y las frecuentes huelgas de Barcelona, que él consideraba negativas para el desarrollo de la FRE de la AIT, lo llevaron a abandonar la militancia activa en la Internacional. Durante la 1ª República participó en la ocupación del ayuntamiento de Barcelona, la noche del 19 de junio de 1973, y formó parte del Comité de Salud pública que se formó. Luego mantuvo contactos con el Club de los Federalistas que lideraban Valentín Almirall y Francisco Pi y Margall. Contribuyó a la difusión de la información médica traduciendo trabajos y noticias del alemán, inglés, francés, italiano, griego, latín, rumano y sánscrito. Colaboró en El Estado Catalán, Acracia, El Productor, La Humanidad, Revista de ciencias Médicas y La Luz.

## Obras
- Ciencia y naturaleza. Ensayos de filosofía y de ciencia natural traducción del alemán de Ludwig Büchner (1873)
- La hija del rey de Egipto, traducción del egiptólogo alemán Georg Moritz Ebers.
- La digestión y sus tropiezos (1880)
- El cólera y su tratamiento (1883)
- La viruela y su tratamiento curativo, preservativo y exterminativo (1884)